# Riccardo Castagnedi

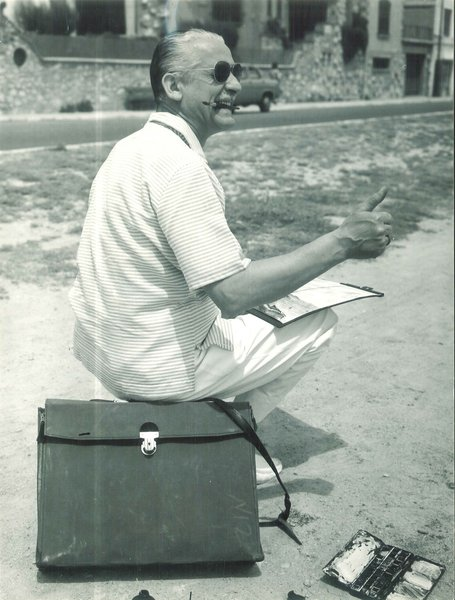

Riccardo “Ricas” Castagnedi (Colico, 25 aprile 1912 – Genova, 4 aprile 1999) è stato un pittore, grafico e pubblicitario italiano.

## Biografia
Durante gli anni Venti frequenta l'Accademia di Brera. Aderisce al secondo Futurismo e alle idee di Filippo Tommaso Marinetti, di cui diventa l'allievo più giovane e grande amico personale (Marinetti fu suo testimone di nozze).
In quel periodo conosce Bruno Munari, con cui apre lo studio grafico "R+M": insieme disegnano i primi marchi per industrie, creano le prime campagne per la stampa e sperimentano tecniche artistiche innovative, dal fotomontaggio alle macchine inutili, alle tavole tattili. Negli anni quaranta orienta i suoi interessi al surrealismo e alla metafisica, a Salvador Dalí e a Alberto Savinio.
Nel dopoguerra, attraverso il design e la grafica, approda al mondo della pubblicità e dell'editoria: lavora con Arrigo Benedetti alla creazione della grafica del settimanale L'Europeo, e con Mario Pannunzio a quella de Il Mondo; diventa direttore generale dell'Editoriale Domus e, in seguito, passa alla Sipra, dove è tra gli ideatori della formula pubblicitaria di Carosello. Nel 1962 è il primo direttore dell'ufficio pubblicità interno della Rizzoli.
Si impegna nel Rotary Club, di cui diventa governatore, e si batte per un turismo più moderno e consapevole, fino a diventare presidente del Touring Club Italiano, carica ricoperta dal 1984 al 1988.
Muore nel 1999, durante un trasbordo in elicottero, in seguito a un incidente domestico. Riposa nella tomba permanente di famiglia al Cimitero Maggiore di Milano.
Lo pseudonimo d'arte "Ricas" (poi registrato ufficialmente all'anagrafe) deriva dalle prime lettere del nome e del cognome: RIccardo CAStagnedi.